# 25th Street
25th Street (IPA: [ˈtwɛnti-fɪfθ strit]) è una fermata della metropolitana di New York situata sulla linea BMT Fourth Avenue. Nel 2019 è stata utilizzata da 1 153 842 passeggeri. È servita dalla linea R sempre e dalle linee D e N solo di notte. Durante le ore di punta fermano occasionalmente anche alcune corse della linea W.

## Storia
La stazione venne aperta il 22 giugno 1915, come parte della prima sezione della linea BMT Fourth Avenue compresa tra le stazioni di Myrtle Avenue e 59th Street. Venne sottoposta a lavori di ristrutturazione negli anni 1970.

## Strutture e impianti
La stazione è sotterranea, ha due banchine laterali e quattro binari, i due esterni per i treni locali e i due interni per quelli espressi. Le due banchine non sono connesse tra di loro e hanno ingressi e tornelli separati. È posizionata al di sotto dell'incrocio tra Fourth Avenue e 25th Street, dove si trovano le due scale d'ingresso.

## Interscambi
La stazione è servita da alcune autolinee gestite da NYCT Bus.
- Fermata autobus